# Boris Samorodow
Boris Aleksandrowicz Samorodow, ros. Борис Александрович Самородов (ur. 25 września 1931 w Rybińsku, zm. 13 lutego 2016 w Ufie) – radziecki żużlowiec.
Dwukrotny zdobywca czwartych miejsc podczas finałów indywidualnych mistrzostw świata (1963, 1964).
Został powołany trzy razy przez trenerów radzieckich do reprezentacji na finały DMŚ. Za każdym razem zdobył medale (dwie srebrne i brązowy medal).
Siedem razy uczestniczył w finałach IM ZSRR. Dwa razy zdobył mistrzostwo swojego kraju.
Sukcesy odnosił również w wyścigach na lodzie, trzykrotnie zdobywając medale indywidualnych mistrzostw świata: złoty (1967), srebrny (1973) i brązowy (1968). Sześciokrotnie zdobył medale indywidualnych mistrzostw Związku Radzieckiego: czterokrotnie złote (1961, 1962, 1963, 1967) oraz dwa brązowe (1965, 1969). Siedmiokrotnie zdobył medale indywidualnych mistrzostw Rosji: pięciokrotnie złote (1961, 1962, 1963, 1964, 1965) oraz dwukrotnie srebrne (1968, 1969).
Jego uczniami byli między innymi Gabdrachman Kadyrow, Giennadij Kurylenko i Michaił Starostin.

## Osiągnięcia
Indywidualne mistrzostwa świata
- 1963 -  Londyn - 4. miejsce - 11 pkt → wyniki
- 1964 -  Göteborg - 4. miejsce - 11 pkt → wyniki

Drużynowe mistrzostwa świata
- 1964 -  Abensberg - 2. miejsce - 3 pkt → wyniki
- 1966 -  Wrocław - 2. miejsce - 9 pkt → wyniki
- 1967 -  Malmö - 3. miejsce - 3 pkt → wyniki

Indywidualne mistrzostwa ZSRR
- 1960 - 3. miejsce
- 1961 - 5. miejsce
- 1962 - 1. miejsce
- 1963 - 2. miejsce
- 1964 - 1. miejsce
- 1966 - 2. miejsce
- 1967 - 8. miejsce

Indywidualne mistrzostwa Rosji
- 1960 - 2. miejsce
- 1961 - 2. miejsce